# أنديرة صغيرة الأوراق
أنديرة صغيرة الأوراق (الاسم العلمي:Andira parvifolia) هي نوع من النباتات تتبع جنس الأنديرة من الفصيلة البقولية.